# Olaf Holwech
Olaf Magne Holwech, född 14 februari 1896 i Fredrikstad, Norge, död 23 september 1973 i Dröbak, var en norsk konstnär och arkitekt.
Holwech studerade arkitektur vid Tekniska högskolan i Stockholm 1916-1920 samtidigt studerade han målning vid Wilhelmsons målarskola. Han medverkade sedan 1922 i utställningar med Norske Grafiker och på Statens Kunstutstilling i Norge. Holwech är representerad vid Nasjonalgalleriet i Oslo samt vid Museo Moderno i Rom.